# Busokelo (Distrikt)
Busokelo ist ein Distrikt der Region Mbeya in Tansania. Das Verwaltungszentrum liegt in der Stadt Lwangwa.

## Geografie

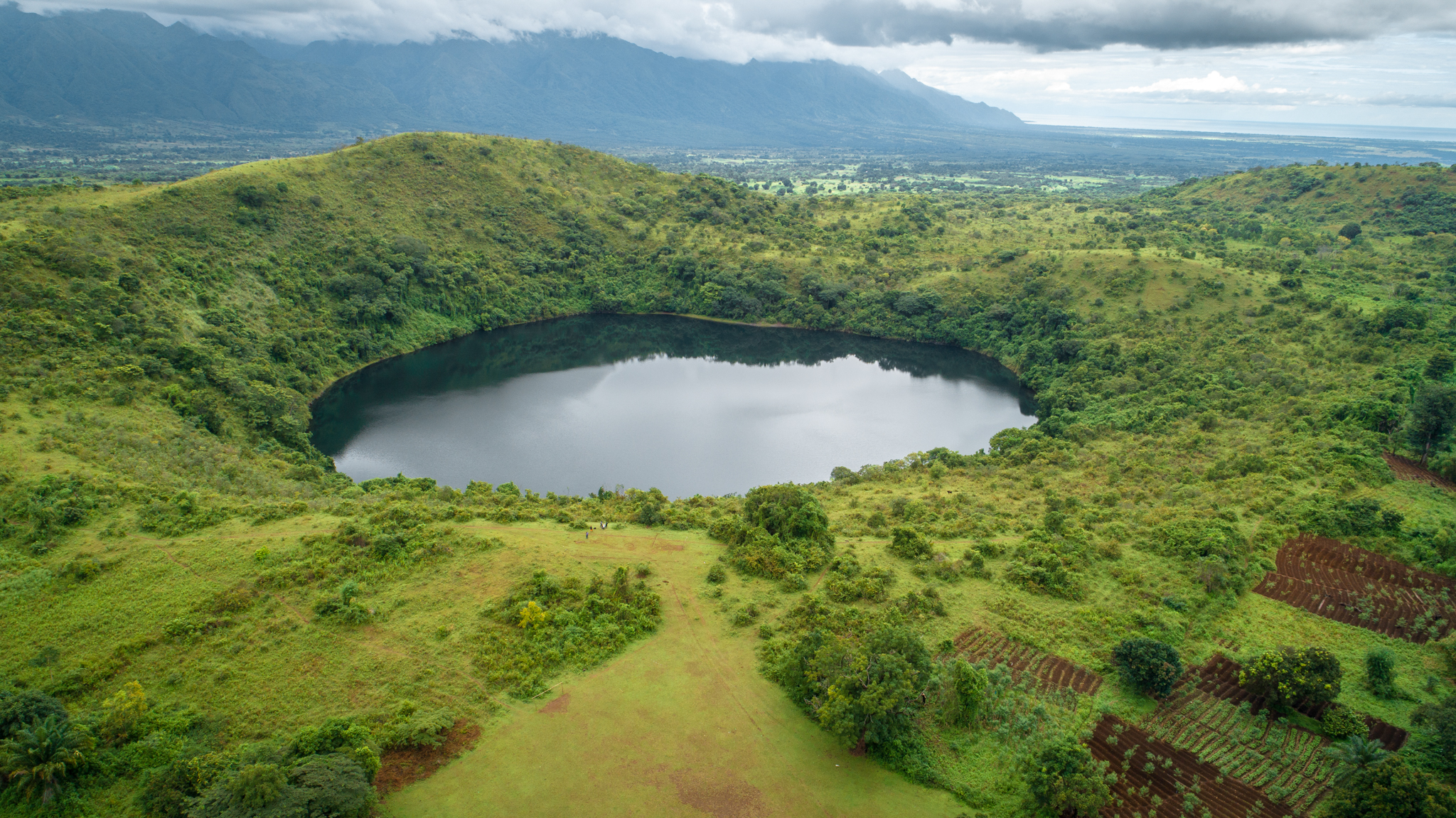
Kratersee Kiungululu

Busokelo liegt im Südwesten von Tansania zwischen der Regionshauptstadt Mbeya im Nordwesten und dem Malawisee im Südosten. Der Distrikt hat eine Fläche von 969 Quadratkilometern und 100.123 Einwohner (Volkszählung 2022).
Im Norden hat Busokelo Anteil an den Poroto-Bergen und im Nordwesten am Anstieg zum Rungwe. Die Grenze im Osten bilden die Kipengere-Berge. Die Entwässerung erfolgt über die Flüsse Mbaka, der teilweise die Grenze zum Distrikt Rungwe bildet, und den Lufilyo. Beide Flüsse münden in den Malawisee. Das Gebiet ist vulkanischen Ursprungs, von den erloschenen Vulkanen sind mehrere Krater mit Seen gefüllt.

### Klima
Das Klima ist abhängig von der Höhenlage. Das Land steigt von 770 Meter im Süden auf 2265 Meter im Norden an. Im Flachland regnet es jährlich 900 Millimeter, in den Bergen bis zu 2700 Millimeter. Die Temperatur liegt zwischen 18 und 25 Grad Celsius.

### Gliederung
Busokelo besteht aus 13 Bezirken (Wards).
- Isange
- Itete
- Kabula
- Kambasegela
- Kandete
- Kisegese
- Luteba
- Lupata
- Lufilyo
- Lwangwa
- Mpata
- Mpombo
- Ntaba

### Nachbarn
Busokelo grenzt im Osten an den Distrikt Makete der Region Njombe, im Süden an den Distrikt Kyela, im Westen an den Distrikt Rungwe und im Norden an den Distrikt Mbeya.
|        | Mbeya                                       |                 |
| Rungwe | Kompassrose, die auf Nachbargemeinden zeigt | Makete (Njombe) |
|        | Kyela                                       |                 |

## Geschichte
Der Distrikt Busokelo entstand 2012 durch Abtrennung vom Distrikt Rungwe.

## Bevölkerung
Bei der Volkszählung 2012 hatte der Distrikt 96.348 Einwohner. Eine Hochrechnung für 2019 ergab 118.455 Bewohner, die Volkszählung 2022 erbrachte 100.123 Menschen.

## Wirtschaft
Busokelo ist ein wichtiger Erzeuger landwirtschaftlicher Produkte. In den Jahren 2017 bis 2019 wurden jährlich 148.000 Tonnen Bananen, 131.000 Tonnen Kartoffel und 46.000 Tonnen Mais geerntet. Neben diesen Nahrungsmitteln werden im Distrikt auch Tee, Kaffee und Gewürze angebaut. Die Haustierhaltung beschränkt sich größtenteils auf Hühner und einige Rinder.

## Infrastruktur
- Bildung: Im Distrikt gibt es 15 weiterführende Schulen.[8]
- Gesundheit: In Itete befindet sich ein evangelisches Krankenhaus.[9]

## Politik
Der Distriktsrat besteht aus 18 Mitgliedern, Ratsvorsitzender ist Anyosisye M. Njobelo (2020).